# Ciśnienie pseudozredukowane
Ciśnienie pseudozredukowane (ang. reduced pressure, pseudoreduced pressure) – bezwymiarowa wielkość skalarna zdefiniowana jako stosunek ciśnienia gazu rzeczywistego {\displaystyle P} do jego ciśnienia krytycznego {\displaystyle P_{c}}
{\displaystyle P_{r}\;{\stackrel {\mathrm {df} }{=}}\;{\frac {P}{P_{c}}}.}
Pojęcie ciśnienia pseudozredukowango wykorzystuje się w opisie własności termodynamicznych gazów rzeczywistych, w zakresie powyżej ciśnienia krytycznego i temperatury krytycznej.

## Literatura
- Katz et al.: Handbook of Natural Gas Engineering. McGraw-Hill, 1959. Brak numerów stron w książce
- D.W. Peaceman: Fundamentals of Numerical Reservoir Simulation. Amsterdam - Oxford - New York: Elsevier, 1977. Brak numerów stron w książce